# Orgères-en-Beauce
Orgères-en-Beauce est une commune française située dans le département d'Eure-et-Loir en région Centre-Val de Loire. Elle fait partie d'une zone écologique protégée du réseau Natura 2000. C'est une zone importante pour la conservation des oiseaux de la vallée de la Conie et de la Beauce centrale.

## Géographie

### Situation
Orgères-en-Beauce fait partie de la plaine de Beauce et est adjacente à la vallée de la Conie.

Situation géographique
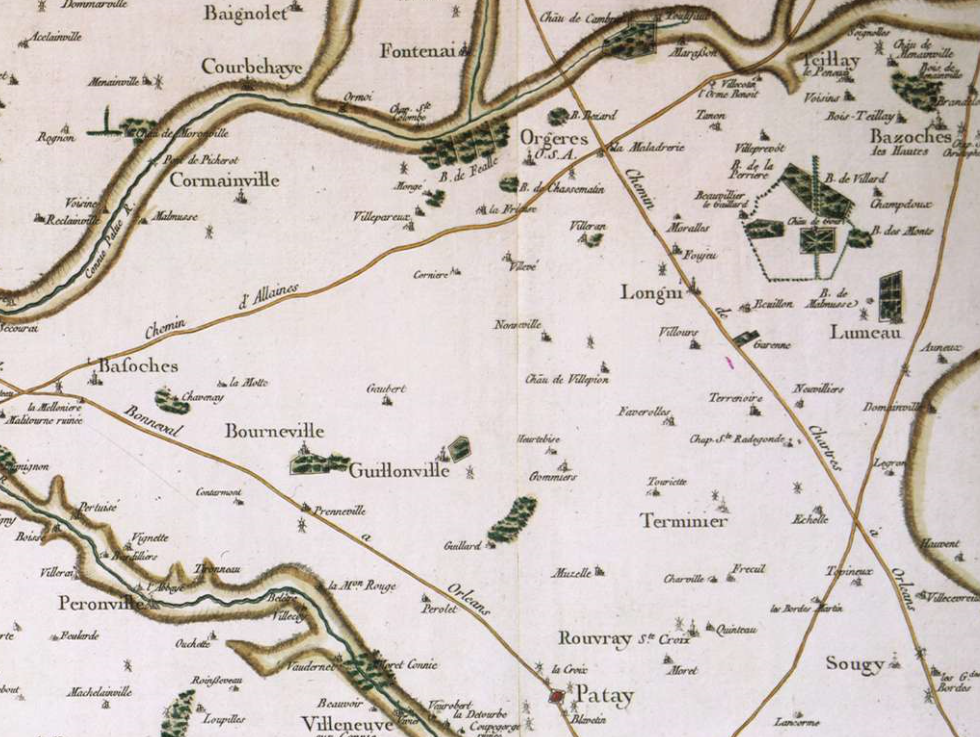
Extrait de la carte de Cassini, 1757.
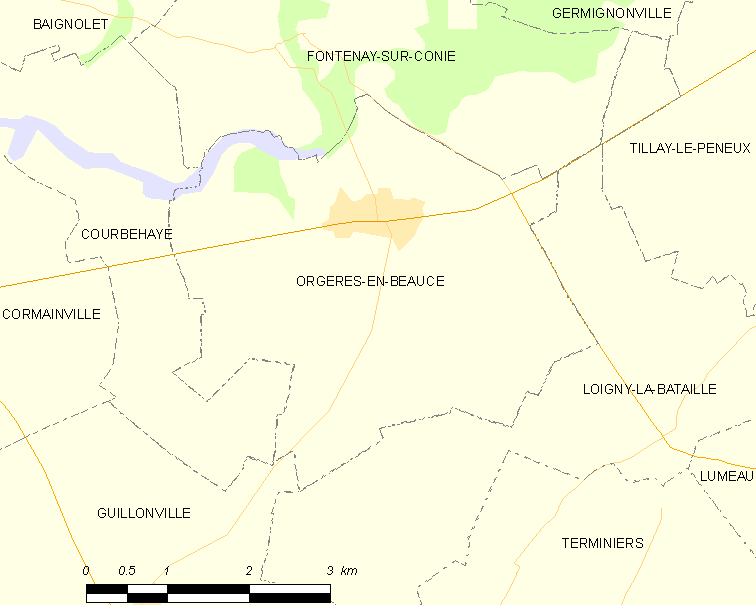
Carte de la commune d'Orgères-en-Beauce, 2012.
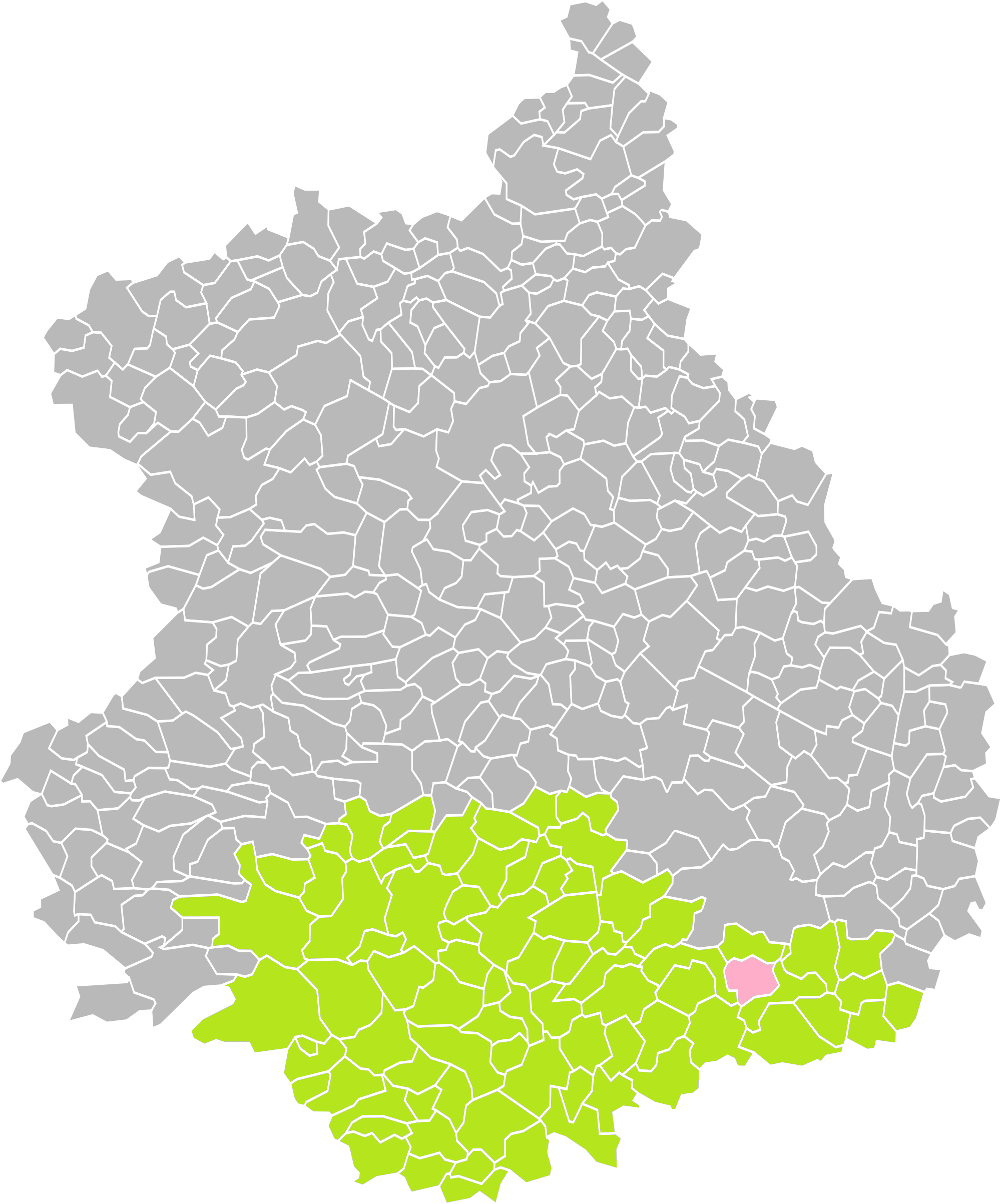
Orgères-en-Beauce dans son arrondissement, 2016.

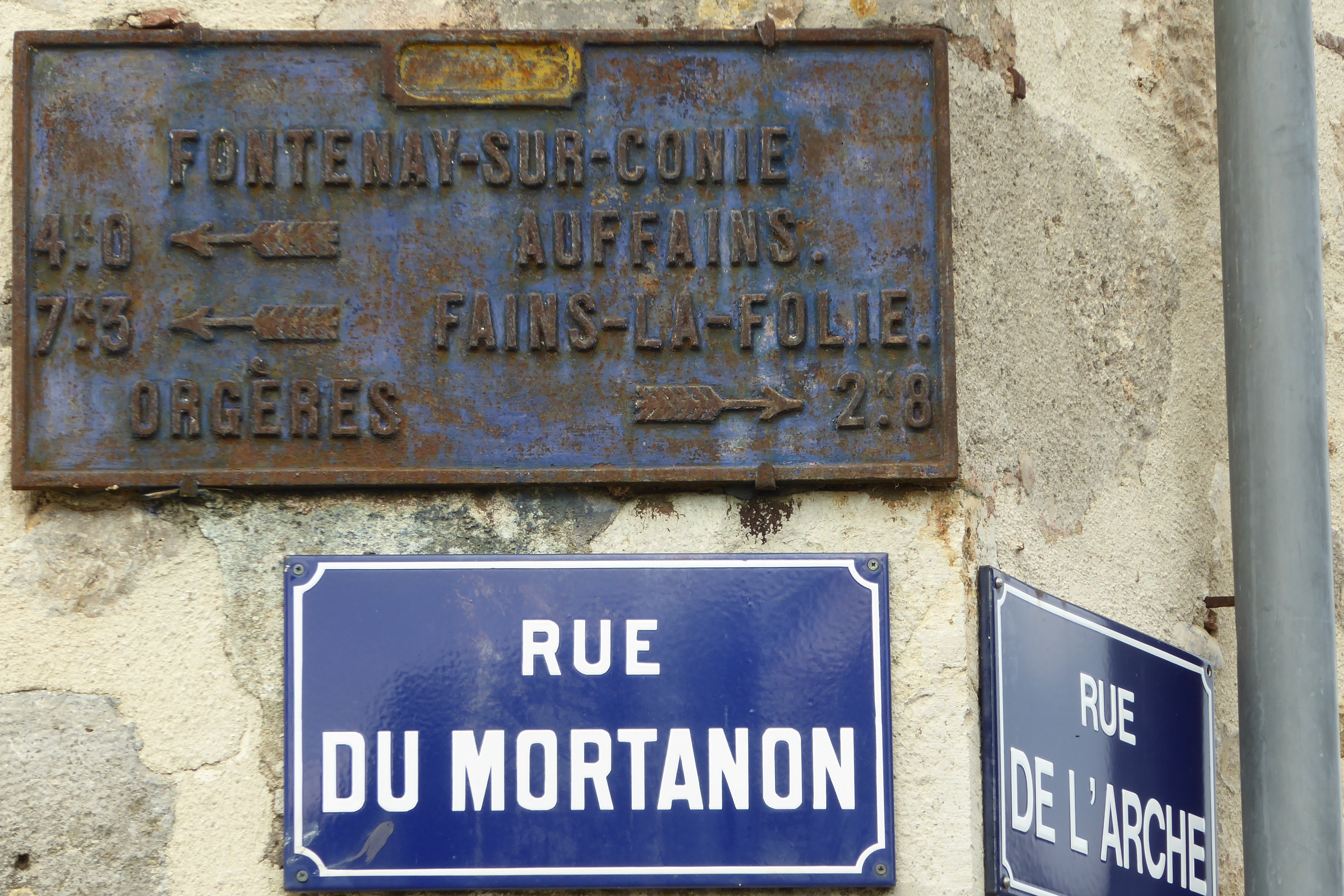
Plaque de cocher indiquant la direction d'Orgères à 2,8 km de Fontenay-sur-Conie.

### Desserte ferroviaire
La ligne ferroviaire de Chartres à Orléans est exploitée depuis 1872. Le trafic est principalement du fret céréalier. L'arrêt des trains de voyageurs en gare d'Orgères est supprimé en 1942. La gare, murée et en mauvais état, a été rasée début 2010.

### Communes limitrophes
| Courbehaye   | Fontenay-sur-Conie | Tillay-le-Péneux   |
| Cormainville | Orgères-en-Beauce  | Loigny-la-Bataille |
| Guillonville |                    | Terminiers         |

### Climat
Pour des articles plus généraux, voir Climat du Centre-Val de Loire et Climat d'Eure-et-Loir.
En 2010, le climat de la commune est de type climat océanique dégradé des plaines du Centre et du Nord, selon une étude du CNRS s'appuyant sur une série de données couvrant la période 1971-2000. En 2020, Météo-France publie une typologie des climats de la France métropolitaine dans laquelle la commune est exposée à un climat océanique altéré et est dans la région climatique  Moyenne vallée de la Loire, caractérisée par une bonne insolation (1 850 h/an) et un été peu pluvieux. 
Pour la période 1971-2000, la température annuelle moyenne est de 10,7 °C, avec une amplitude thermique annuelle de 14,9 °C. Le cumul annuel moyen de précipitations est de 636 mm, avec 10,4 jours de précipitations en janvier et 7,3 jours en juillet. Pour la période 1991-2020, la température moyenne annuelle observée sur la station météorologique de Météo-France la plus proche, sur la commune de Guillonville à 6 km à vol d'oiseau, est de 11,4 °C et le cumul annuel moyen de précipitations est de 617,9 mm,. Pour l'avenir, les paramètres climatiques de la commune estimés pour 2050 selon différents scénarios d'émission de gaz à effet de serre sont consultables sur un site dédié publié par Météo-France en novembre 2022.

## Urbanisme

### Typologie
Au 1er janvier 2024, Orgères-en-Beauce est catégorisée bourg rural, selon la nouvelle grille communale de densité à 7 niveaux définie par l'Insee en 2022.
Elle est située hors unité urbaine et hors attraction des villes,.

### Occupation des sols
L'occupation des sols de la commune, telle qu'elle ressort de la base de données européenne d’occupation biophysique des sols Corine Land Cover (CLC), est marquée par l'importance des territoires agricoles (90,4 % en 2018), en diminution par rapport à 1990 (92,4 %). La répartition détaillée en 2018 est la suivante : 
terres arables (90,4 %), zones urbanisées (5,8 %), forêts (2,2 %), zones humides intérieures (1,6 %). L'évolution de l’occupation des sols de la commune et de ses infrastructures peut être observée sur les différentes représentations cartographiques du territoire : la carte de Cassini (XVIIIe siècle), la carte d'état-major (1820-1866) et les cartes ou photos aériennes de l'IGN pour la période actuelle (1950 à aujourd'hui).

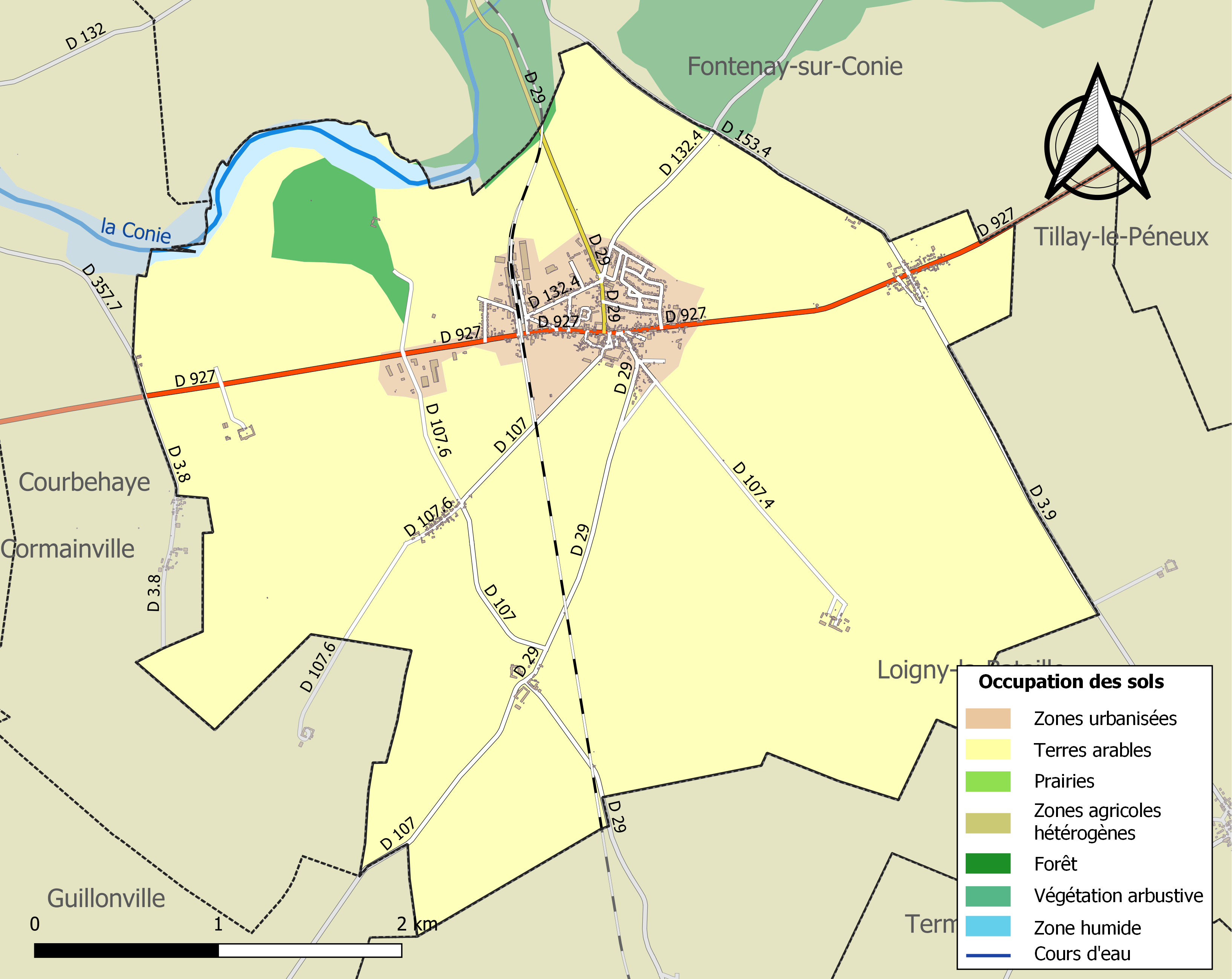
Carte des infrastructures et de l'occupation des sols de la commune en 2018 (CLC).

### Risques majeurs
Le territoire de la commune d'Orgères-en-Beauce est vulnérable à différents aléas naturels : météorologiques (tempête, orage, neige, grand froid, canicule ou sécheresse), inondations, mouvements de terrains et séisme (sismicité très faible). Il est également exposé à un risque technologique, le transport de matières dangereuses. Un site publié par le BRGM permet d'évaluer simplement et rapidement les risques d'un bien localisé soit par son adresse soit par le numéro de sa parcelle.

#### Risques naturels
Certaines parties du territoire communal sont susceptibles d’être affectées par le risque d’inondation par débordement de cours d'eau, notamment la Conie. La commune a été reconnue en état de catastrophe naturelle au titre des dommages causés par les inondations et coulées de boue survenues en 1999,.

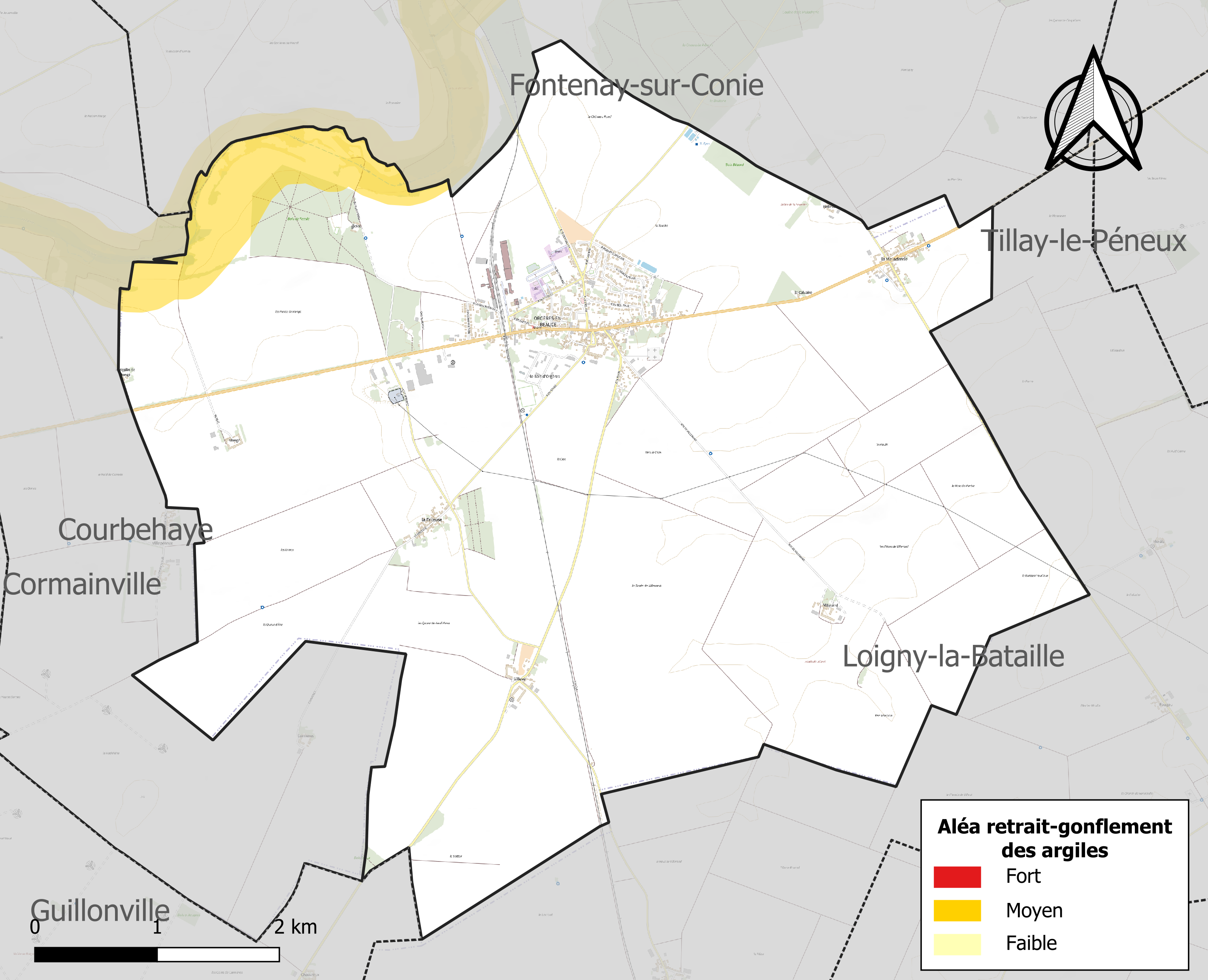
Carte des zones d'aléa retrait-gonflement des sols argileux d'Orgères-en-Beauce.

Les mouvements de terrains susceptibles de se produire sur la commune sont des affaissements et effondrements liés aux cavités souterraines. L'inventaire national des cavités souterraines permet de localiser celles situées sur la commune.
Le retrait-gonflement des sols argileux est susceptible d'engendrer des dommages importants aux bâtiments en cas d’alternance de périodes de sécheresse et de pluie. 3,7 % de la superficie communale est en aléa moyen ou fort (52,8 % au niveau départemental et 48,5 % au niveau national). Sur les 455 bâtiments dénombrés sur la commune en 2019, 0 sont en aléa moyen ou fort, soit 0 %, à comparer aux 70 % au niveau départemental et 54 % au niveau national. Une cartographie de l'exposition du territoire national au retrait gonflement des sols argileux est disponible sur le site du BRGM,.
Concernant les mouvements de terrains, la commune a été reconnue en état de catastrophe naturelle au titre des dommages causés par des mouvements de terrain en 1999.

#### Risques technologiques
Le risque de transport de matières dangereuses sur la commune est lié à sa traversée par des infrastructures routières ou ferroviaires importantes ou la présence d'une canalisation de transport d'hydrocarbures. Un accident se produisant sur de telles infrastructures est en effet susceptible d’avoir des effets graves au bâti ou aux personnes jusqu’à 350 m, selon la nature du matériau transporté. Des dispositions d’urbanisme peuvent être préconisées en conséquence.

## Toponymie
Le nom de la localité est attesté sous les formes Orgeria vers 1040, de Orgeriis vers 1145.
Pour Ernest Nègre, le nom désigne sans aucun doute un champ d'orge.
Par décret du 04 février 1914, Orgères prend nom d'Orgères-en-Beauce.
La Beauce est une région naturelle française à vocation agricole très fertile.

## Histoire

### XVesiècle
Les moniales de l'abbaye Saint-Avit-les-Guêpières à Saint-Denis-les-Ponts furent maintenues dans la possession de leur droit de percevoir le quart des dîmes de la paroisse par lettres royales de 1483

### Révolution française et Empire
La commune servit, sous la Révolution, de quartier général à une fameuse bande de brigands, les Chauffeurs d'Orgères, aussi appelée la Bande d'Orgères.

### Guerre de 1870
Orgères est en bordure de la Bataille de Loigny

### Seconde guerre mondiale
Le 17 juin 1940, des combats ont lieu à Orgères entre l'armée en retraite et une division de Panzers.

## Politique et administration

### Liste des maires
| Période                                  | Période  | Identité          | Étiquette | Qualité                                                  |
| ---------------------------------------- | -------- | ----------------- | --------- | -------------------------------------------------------- |
| av.1973                                  | ?        | Roger Quidet      |           | Médecin Suppléant du député RI Claude Gerbet (1973-1978) |
|                                          |          |                   |           |                                                          |
| 2001                                     | 2008     | Daniel Pointereau |           |                                                          |
| Mars 2008                                | En cours | Gilles Crosnier,  |           | Ingénieur ou cadre technique d'entreprise                |
| Les données manquantes sont à compléter. |          |                   |           |                                                          |

### Politique environnementale
La commune fait partie d'une zone écologique protégée du réseau Natura 2000.

## Population et société

### Démographie
L'évolution du nombre d'habitants est connue à travers les recensements de la population effectués dans la commune depuis 1793. Pour les communes de moins de 10 000 habitants, une enquête de recensement portant sur toute la population est réalisée tous les cinq ans, les populations de référence des années intermédiaires étant quant à elles estimées par interpolation ou extrapolation. Pour la commune, le premier recensement exhaustif entrant dans le cadre du nouveau dispositif a été réalisé en 2008.

En 2022, la commune comptait 998 habitants, en évolution de −8,69 % par rapport à 2016 (Eure-et-Loir : −0,23 %, France hors Mayotte : +2,11 %).
| 1793 | 1800 | 1806 | 1821 | 1831 | 1836 | 1841 | 1846 | 1851 |
| ---- | ---- | ---- | ---- | ---- | ---- | ---- | ---- | ---- |
| 298  | 299  | 302  | 302  | 380  | 412  | 428  | 447  | 479  |

| 1856 | 1861 | 1866 | 1872 | 1876 | 1881 | 1886 | 1891 | 1896 |
| ---- | ---- | ---- | ---- | ---- | ---- | ---- | ---- | ---- |
| 558  | 545  | 556  | 554  | 598  | 681  | 709  | 702  | 690  |

| 1901 | 1906 | 1911 | 1921 | 1926 | 1931 | 1936 | 1946 | 1954 |
| ---- | ---- | ---- | ---- | ---- | ---- | ---- | ---- | ---- |
| 701  | 705  | 731  | 692  | 686  | 731  | 764  | 749  | 754  |

| 1962 | 1968 | 1975 | 1982  | 1990  | 1999  | 2006  | 2008  | 2013  |
| ---- | ---- | ---- | ----- | ----- | ----- | ----- | ----- | ----- |
| 749  | 856  | 987  | 1 052 | 1 054 | 1 024 | 1 081 | 1 097 | 1 102 |

| 2018  | 2022 | - | - | - | - | - | - | - |
| ----- | ---- | - | - | - | - | - | - | - |
| 1 028 | 998  | - | - | - | - | - | - | - |

### Enseignement
L'enseignement et le transport scolaire sont gérés avec le soutien de la communauté de communes Cœur de Beauce.

### Manifestations culturelles et festivités
- Maison de la Beauce : « Route du blé en Beauce »

## Économie
- L'industrie agricole occupe une part majoritaire de l'activité économique d'Orgères-en-Beauce ;
- Stores-et-rideaux.com est une PME française de commerce en ligne, créée en 2011 à Nottonville et dont le siège social est à Orgères.

## Culture locale et patrimoine

### Lieux et monuments
- Église Saint-Pierre[29] ;
- Maison du tourisme Cœur de Beauce[30].
- En 2023, deux houx, situés rue Nationale, reçoivent le label « Ensemble arboré remarquable » (propriété privée)[31].

### Personnalités liées à la commune
- Edmond Modeste Lescarbault, médecin à Orgères de 1848 à 1872, est connu pour ses travaux d'astronome amateur. Une rue de la commune porte son nom.

#### Dans le voisinage
- Musée de la guerre de 1870 de Loigny-la-Bataille
- Monument des mobiles à Neuvilliers (Lumeau)
- Vallée de la Conie à Fontenay-sur-Conie, Ormoy et Courbehaye
  - Dolmen de la Puce et Pierre à Gargantua à Fontenay-sur-Conie ; dolmen de la Pierre Godon ; tumulus mégalithique de Menainville
  - Bois et château de Cambray (Germignonville) ; Château de Goury (Loigny-la-Bataille) ; château de Villeprévost (Tillay-le-Péneux) ; Château de Villepion (Terminiers) ; château de Chevilly
  - Moulin à vent d'Artenay ; Grange aux dîmes de Cormainville